# Кунтай, Митхат Джемаль
Митхат Джемаль Кунтай (тур. Mithat Cemal Kuntay; 1 января 1885, Стамбул — 30 марта 1956, Стамбул) — турецкий поэт, писатель
, юрист и литературный критик. Автор ряда биографических работ, а также романа «Три Стамбула» (тур. Üç İstanbul).

## Биография
Родился в 1885 году в Стамбуле в семье Селима Сырры-бея и его жены Самие-ханум. Родители Кунтая не были уроженцами Стамбула (отец был из Шкодера, мать из Трикалы), они вынуждены были покинуть родные места из-за русско-турецких войн.
Митхат Кунтай учился в «Mekteb-i Osmani», затем в частном лицее «Saint Joseph» в Галате. После смерти отца перевёлся в лицей Вефа. Во время учёбы Кунтай познакомился с поэтом Мехметом Акифом, их дружба продлилась более 30 лет.
После окончания лицея Вефа Митхат Кунтай поступил на юридический факультет Стамбульского университета, который также успешно окончил. Затем работал журналистом, чиновником, судьёй.
Умер 30 марта 1956 года в Стамбуле. Похоронен на кладбище Караджаахмет.

## Творчество
Первые произведения начал писать ещё во время учёбы в лицее. Первым журналом, в котором были изданы работы Кунтая стал журнал «Sırat-ı Mustakim». После участия в Первой мировой войне, написал ряд военно-патриотических произведений.
Автор биографий Намыка Кемаля, Али Суави, Мехмеда Завоевателя, а также Мехмета Акифа. Последняя из них считается лучшей.
Помимо этого, написал также роман «Три Стамбула».